# Michel Sauvalle
Pour les articles homonymes, voir Sauvalle.
Michel Sauvalle, né le 12 janvier 1920 dans le 8e arrondissement de Paris, mort le 30 octobre 1978 dans le 13e arrondissement de Paris, est un officier des Forces françaises libres pendant la Seconde Guerre mondiale, Compagnon de la Libération. Il s'illustre particulièrement comme artilleur à Bir Hakeim, ensuite comme observateur aérien successivement en Italie, au Débarquement en Provence, à la bataille des Vosges et à la bataille d'Alsace.

## Biographie
Né à Paris en 1920, Michel Sauvalle est le septième des huit enfants d'Armand Sauvalle, avocat à la cour d'appel de Paris. Il effectue ses études au cours Saint-Louis, rue de Monceau dans le 17e arrondissement. Il souhaite se présenter à l'École des Arts et Métiers. 

### Seconde Guerre mondiale, rallie la France libre
Pendant la Seconde Guerre mondiale, Michel Sauvalle est mobilisé le 9 juin 1940. Lors de l'armistice, il décide de continuer la lutte et de répondre à l'appel du général de Gaulle. Il réussit à embarquer à Saint-Jean-de-Luz le 24 juin à bord d'un navire qui évacue les soldats polonais. Parvenu ainsi en Angleterre, il s'engage le 30 juin 1940 dans les Forces françaises libres.

### Sous-officier artilleur
Affecté dans l'artillerie, il embarque le 31 août 1940 pour participer à l'opération de Dakar. Après l'échec de cette opération, il arrive au Cameroun en octobre suivant. Il sert à la 1re batterie d'artillerie, jusqu'en janvier 1941, date de son départ de Douala.
Il gagne ensuite la Palestine, après plusieurs semaines de voyage. Il reçoit le baptême du feu en juin 1941, lors de la campagne de Syrie, où il est d'abord motocycliste pour assurer les liaisons, puis pointeur d'artillerie. Il passe brigadier en septembre, puis est promu maréchal des logis en novembre 1941.
À la même époque, son unité se transforme progressivement en régiment, et devient officiellement le 1er régiment d'artillerie en décembre 1941 à Damas, sous le commandement de Jean-Claude Laurent-Champrosay. Le 1er RA ainsi constitué fait partie de la 1re brigade française libre.
Michel Sauvalle part avec son régiment pour la Libye. Il participe aux combats d'Halfaya et de Mechili, en janvier 1942. Il prend part ensuite à la bataille de Bir Hakeim en mai-juin 1942 ; il s'y fait particulièrement remarquer comme chef de pièce ; il est blessé le 8 juin par un éclat d'obus à la tempe. Il est promu maréchal des logis-chef le mois suivant.
Il participe ensuite à la seconde bataille d'El Alamein, en octobre 1942, puis à la victorieuse campagne de Tunisie. Il devient officier en étant promu aspirant en septembre 1943.

### Officier d'observation aérienne
Il est alors nommé au peloton d'observation aérienne du 1er RA. Observateur en avion léger de type Piper Cub, il se fait particulièrement remarquer lors de la campagne d'Italie, à Radicofani en juin 1944, pour le compte de la 1re division française libre. En juillet suivant, il a accompli 28 missions de guerre comme observateur pour l'artillerie de sa division. 
Les missions difficiles qu'il remplit sous le feu de l'ennemi au cours du débarquement en Provence, le 15 août 1944, lui valent de recevoir la Bronze Star Medal américaine. Il accomplit ensuite 12 missions pendant les batailles d'Hyères et de Toulon.
Blessé en mission aérienne le 4 septembre 1944 au-dessus de l'Ardèche, il poursuit son action dans les Vosges. Il reçoit son galon de sous-lieutenant en décembre 1944.
Il termine la guerre dans le sud des Alpes, avec la 1re DFL au massif de l'Authion. En dix mois il a rempli 130 missions d'observateur en avion. Il est distingué Compagnon de la Libération par décret du 17 novembre 1945.
Après sa démobilisation, en juin 1944, il entre à la Régie Renault où il continue toute sa carrière professionnelle jusqu'au mois d'août 1974 lorsqu'il est victime d'un accident vasculaire cérébral.
Il est hospitalisé à Paris à l'hôtel des Invalides jusqu'à son décès le 30 octobre 1978.
Il est inhumé au Vésinet, dans les Yvelines.

## Décorations
- Officier de la Légion d'honneur.
- Compagnon de la Libération par décret du 17 novembre 1945[3].
- Croix de guerre 1939–1945, cinq citations.
- Médaille de la Résistance française par décret du 24 avril 1946[4].
- Médaille coloniale avec mentions « Libye - Bir Hakeim 1942 », « Tunisie ».
- Médaille commémorative des services volontaires dans la France libre.
- Bronze Star Medal (États-Unis).
- Ordre du Mérite 1re classe (Liban).